# Caselle Landi
Caselle Landi (lombardul: Caséli Landi) település Olaszországban, Lombardia régióban, Lodi megyében. Lakosainak száma 1464 fő (2023. január 1.). Caselle Landi Caorso, Castelnuovo Bocca d’Adda, Corno Giovine, Cornovecchio, Meleti, Piacenza és Santo Stefano Lodigiano községekkel határos.

## Népesség
A település népességének változása:
| Lakosok száma | 1556 | 1540 | 1464 |
|               | 2017 | 2018 | 2023 |